# Mini (モデル)
mini（ミニ、1985年〈昭和60年〉3月12日 - ）は、日本の歌手、元ファッションモデル。モデル事務所BRATZの社長を務める。
所属事務所はハイスピードボーイズ。レコードレーベルはcutting edge。

## 来歴
12歳から芸能活動を始め、雑誌『S Cawaii!』、『JELLY』、『BLENDA』でモデルとして活動する。2007年9月に自身主宰のモデルプロダクション「BRATZ」を立ち上げる。
2010年3月に、「Are U Ready?」で歌手デビュー。High Speed BoyzのJINと、nishi-kenがサウンドプロデュースを担当している。
2014年8月、自身のプロデュースブランド『minilbreak』（ミニルブレイク）を立ち上げる。

## 人物
- 身長は159cm[8]。
- 人見知りで話をするのが苦手。誕生日を祝った際、「会社の方と未だに仲良くなってないのにもかかわらず…、本当に嬉しい」と喜びの声を上げている[9]。
- 親交のある人物は黒木メイサ、美羽、橋本江莉果[10]等。
- 好きな色はピンク、紫[11]。
- 本人曰くサングラスマニア。
- Laurinという愛犬を飼っていた。名前は歌手のローリン・ヒルに由来する[12]。
- 3歳上の兄がいる[8]。
- 2020年1月22日に入籍し[13]、同年6月23日に第一子を出産している[14]。

## 作品

### シングル
| 枚  | 発売日         | タイトル        | 規格     | 規格品番   |
| --- | -------------- | --------------- | -------- | ---------- |
| 1st | 2010年3月3日   | Are U Ready?    | CD+DVD   | CTCR-40308 |
| 1st | 2010年3月3日   | Are U Ready?    | 12cmCD   | CTCR-40309 |
| 2nd | 2010年9月1日   | GiRLS SPiRiT    | CD+DVD   | CTCR-40317 |
| 2nd | 2010年9月1日   | GiRLS SPiRiT    | 12cmCD   | CTCR-40318 |
| 3rd | 2011年3月2日   | Two of Us       | 配信限定 | -----      |
| 4th | 2011年10月12日 | CANDY GIRL 2011 | 配信限定 | -----      |

### アルバム
| 枚  | 発売日       | タイトル                       | 規格      | 規格品番     |
| --- | ------------ | ------------------------------ | --------- | ------------ |
| 1st | 2012年5月9日 | エレクトハーコーバンバンピカソ | ALBUM+DVD | CTCR-14767/B |
| 1st | 2012年5月9日 | エレクトハーコーバンバンピカソ | ALBUM     | CTCR-14768   |

### 参加作品
| 発売日        | タイトル                                 | 規格   | 規格品番   |
| ------------- | ---------------------------------------- | ------ | ---------- |
| 2010年1月27日 | ONE STEP! feat.mini/Tomorrow never knows | CD     | CTCR-40293 |
| 2011年1月12日 | D.N.A                                    | CD+DVD | UPCH-9617  |
| 2011年1月12日 | D.N.A                                    | CD     | UPCH-1822  |

## 出演

### CM
- スズキ シボレー・MW（2010年）
- プロマーシャル(テレビ朝日) （2010年）

### ラジオ
- TOKYO→NIIGATA MUSIC CONVOY月曜日（FM PORT、2012年4月～9月）